# 八安大橋
八安大橋位於臺灣新北市三峽區市區，跨越三峽河兩岸，連接八張里與安溪里，故命名為八安大橋。八安大橋於2007年8月5日通車，改善了兩岸住戶必須繞行大同橋及三峽橋之不便。
橋樑外觀是以青藍色的鋼骨結構所構成，且無在河中落墩。

## 歷史
- 1998年：由內政部開始規劃，但因為無法與民眾取得共識，因此計畫延宕。
- 2002年：台北縣政府接辦，將內政部無法處理的問題一一解決，並取得民眾的共識。
- 2007年8月5日：開放通車。